# 波托馬克海茨 (馬里蘭州)
波托馬克海茨（英語：Potomac Heights）是位於美國馬里蘭州查爾斯縣的一個普查規定居民點。

## 人口
根據2020年美國人口普查的數據，波托馬克海茨的面積為3.42平方千米，當中陸地面積為2.78平方千米，而水域面積為0.64平方千米。當地共有人口1036人，而人口密度為每平方千米302.92人。